# 사하중학교
사하중학교(沙下中學校)는 대한민국 부산광역시 사하구 괴정동에 있는 공립 중학교이다.

## 학교 연혁
- 1970년 1월 13일 : 사하중학교 설립인가
- 1970년 2월 1일 : 초대 김관용 교장 부임
- 1970년 6월 3일 : 준공 이전(개교기념일) 개교
- 2003년 3월 1일 : 남녀공학으로 전환
- 2005년 3월 30일 : 다목적강당 '한샘관' 개관
- 2008년 2월 29일 : 인조 잔디 조성
- 2019년 10월 18일 : 부산다행복학교 선정(2020.3.1.~2024.2.29)
- 2020년 12월 29일 : 무한상상실 구축
- 2021년 2월 1일 : 식생활 교육관(학교식당) 완공
- 2023년 9월 1일 : 제21대 양창호 교장 취임
- 2024년 2월 7일 : 제52회 졸업식(155명, 총 25,352명)
- 2024년 3월 4일 : 제55회 입학식(164명 남 73명, 여 91명)

## 참고 자료
- 사하중학교 - 한국교육학술정보원 학교알리미